# Flower Power
Это статья о музыкальном альбоме. О лозунге см. Сила цветов.
Flower Power — четвёртый студийный альбом группы The Flower Kings, выпущенный в 1999 году. Это также их второй двойной альбом. Альбом интересен содержащейся в нём композицией «Garden of Dreams», которая в сумме всех своих 18 частей длится около часа.

## Список композиций

### 1 диск
1. «Garden of Dreams — Dawn» — 1:33
2. «Garden of Dreams — Simple Song» — 1:48
3. «Garden of Dreams — Business Vamp» — 5:02
4. «Garden of Dreams — All You Can Save» — 5:02
5. «Garden of Dreams — Attack Of The Monster Briefcase» — 3:04
6. «Garden of Dreams — Mr. Hope Goes To Wall Street» — 1:47
7. «Garden of Dreams — Did I Tell You» — 3:46
8. «Garden of Dreams — Garden of Dreams» — 2:39
9. «Garden of Dreams — Don’t Let The d’Evil In» — 3:11
10. «Garden of Dreams — Love Is The Word» — 2:49
11. «Garden of Dreams — There’s No Such Night» — 2:43
12. «Garden of Dreams — The Mean Machine» — 2:41
13. «Garden of Dreams — Dungeon Of The Deep» — 4:24
14. «Garden of Dreams — Indian Summer» — 4:13
15. «Garden of Dreams — Sunny Lane» — 5:25
16. «Garden of Dreams — Gardens Revisited» — 2:56
17. «Garden of Dreams — Shadowland» — 2:03
18. «Garden of Dreams — The Final Deal» — 4:10
19. «Captain Capstan» — 0:45
20. «Ikea by Night» — 0:04
21. «Astral Dog» — 7:58

### 2 диск
1. «Deaf, Numb & Blind» — 11:10
2. «Stupid Girl» — 6:49
3. «Corruption» — 5:54
4. «Power of Kindness» — 4:23
5. «Psycedelic Postcard» — 8:42
6. «Hudson River Sirens Call 1998» — 4:47
7. «Magic Pie» — 8:19
8. «Painter» — 6:45
9. «Calling Home» — 11:19
10. «Afterlife» — 4:34

## Участники
- Ройне Столт – гитары, ведущий вокал, клавишные
- Томас Бодин (англ. Tomas Bodin) – клавишные
- Хассе Фроберг[англ.] – вокал
- Майкл Столт (англ. Michael Stolt) – бас гитара
- Хайме Салазар (англ. Jaime Salazar) – барабан и перкуссия
- Хассе Брунюссон (англ. Hasse Bruniusson) – перкуссия и странные голоса